# Tibor Csernai
Pour les articles homonymes, voir Csernai.
Dans le nom hongrois Csernai Tibor, le nom de famille précède le prénom, mais cet article utilise l’ordre habituel en français Tibor Csernai, où le prénom précède le nom.
Tibor Csernai (né le 3 décembre 1938 à Pilis et mort le 11 septembre 2012 à Tatabánya), est un footballeur hongrois.
Il est le frère cadet de l'ancien footballeur et entraîneur, Pál Csernai.

## Palmarès
- Hongrie olympique : Médaille d'or des Jeux olympiques d'été de 1964